# Claustre Panadés
Maria Claustre Panadés (Tarragona, 1914–2006) fue una pintora española. 

## Biografía
En 1937 recibió una de las dos becas asignadas a los estudiantes de pintura para estudiar en la Escuela Taller de Arte de Tarragona. Una de las dos becas de escultura fue para su compañera y amiga Maria Teresa Ripoll (Tarragona 1914-1987). En la Escuela Taller, además de aprender a pintar y dibujar, se impartía una formación complementaria de música y literatura. Era un centro de pintura y escultura, donde la literatura, la música y la cultura en general también eran fundamentales, de forma que Claustre recibió una formación que abrazaba muchos aspectos. 
Durante la Guerra Civil su familia se trasladó a Constantí, donde ella aprovechó el tiempo haciendo numerosos dibujos de los niños del pueblo. De sus años en la Escuela Taller se conservan muchos trabajos, los cuales son una muestra del dominio logrado en el campo del dibujo. Sus dibujos tenían mucha afinidad con los de Maria Teresa Ripoll, puesto que compartían profesor y muchas veces modelos.
Posteriormente se casó y tuvo dos hijas y un hijo. En esta etapa hizo una parada en su carrera artística para cuidar de sus hijos. Aun así, en sus ratos libres seguía pintando, pero no participó en ningún concurso ni exposición. 
En 1970, con cincuenta y seis años, se matriculó en la Escuela Taller de Arte de la Diputación de Tarragona, puesto que quería volver a emprender su vocación. Su espíritu inquieto de querer continuar haciendo arte la llevó, junto con un grupo de amigas, a buscar un estudio para recibir clases de la pintora Magda Folch. En 1981 el grupo organizaba la exposición Colectiva 80” a la Galería de Arte de Caja Tarragona, en la cual Claustro Panadés  presentó bodegones, flores y paisajes. Hacia la primavera de 1982 se hizo socia del Círculo Artístico de San Lucas de Barcelona para seguir en contacto con el arte. La última etapa de la artista culminó con la exposición en el Casino de Tarragona en 1998 y dos colectivas en 2001, una en la Sala de Juventud del Ayuntamiento de Guisona y la otra en Cal Xuriguera, en Palouet (la Segarra).

## Obra
Su obra pictórica se mueve dentro de los cánones tradicionales: bodegones, flores y paisajes con una factura correcta, propia de quien domina el oficio y la técnica. Los dibujos de los años treinta, mientras residía en Constantí, muestran la excepcional manera de como captar la expresión, la actitud, la gestualidad y la mirada de sus retratos. 
El Museo de Arte Moderno de Tarragona conserva una obra suya.

### Exposiciones
- 1981: exposición “Colectiva 80” en la Galería de Arte de Caja Tarragona
- 1998: exposición en el Casino de Tarragona
- 2001: participa en un colectivo en la Sala de Juventud del Ayuntamiento de Guissona
- 2001: participa en un colectivo en Cal Xuriguera, en Palouet (la Segarra).